# 屈贝勒
屈贝勒（法語：Cubelles，法語發音：[kybɛl]）是法国上卢瓦尔省的一个市镇，属于布里尤德区。

## 地理
屈贝勒（45°0'24"N, 3°34'44"E）面积12.13 平方千米，位于法国奥弗涅-罗讷-阿尔卑斯大区上盧瓦爾省，该省份为法国中南部省份，北起多姆山省和卢瓦尔省，西接康塔爾省，南至洛泽尔省，东临阿尔代什省。
与屈贝勒接壤的市镇（或旧市镇、城区）包括：沙赖、阿列河畔莫尼斯特罗勒、普拉德、索格、旺特日。

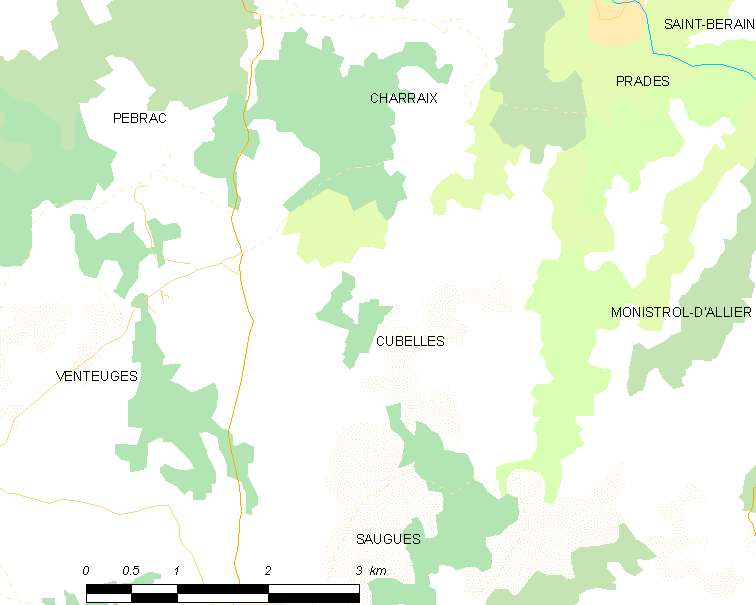
屈贝勒的OSM定位图

屈贝勒的时区为UTC+01:00、UTC+02:00（夏令时）。

## 行政
屈贝勒的邮政编码为43170，INSEE市镇编码为43083。

## 政治
屈贝勒所属的省级选区为阿列峡-热沃当县。

## 人口

1962-2008年间屈贝勒人口变化图示

屈贝勒于2022年1月1日时的人口数量为153人。